# Lars Oberg

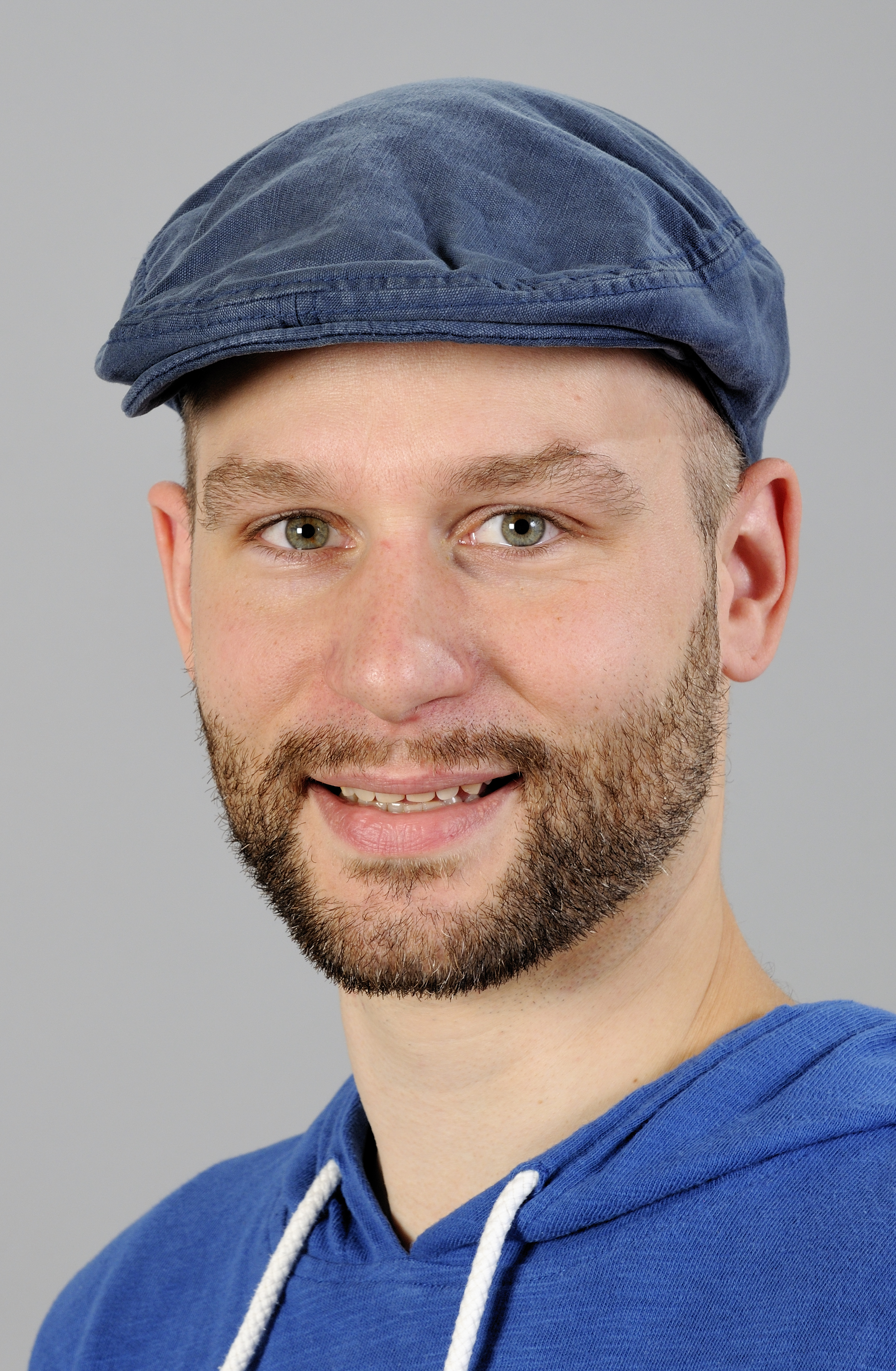
Lars Oberg (2013).

Lars Oberg (* 27. April 1979 in Stuttgart) ist ein deutscher Politiker (SPD) und war von 2006 bis 2016 Mitglied des Abgeordnetenhauses von Berlin.

## Leben
1998 erlangte er das Abitur am Gottlieb-Daimler-Gymnasium in Stuttgart und leistete anschließend 1998/1999 seinen Wehrdienst in Pfullendorf. Im Oktober 1999 zog er nach Berlin und begann ein Studium der Gesellschafts- und Wirtschaftskommunikation an der Universität der Künste Berlin. Von 2002 bis 2004 studierte Oberg außerdem Philosophie, VWL und BWL an der Humboldt-Universität zu Berlin. 2004 schloss er sein Studium an der Universität der Künste als Diplom-Kommunikationswirt ab.
Seit 2000 ist Lars Oberg  Mitglied der SPD – unter anderem war er als Kreissprecher der Jusos Tempelhof-Schöneberg (2002 bis 2006), Landesparteitagsdelegierter, Mitglied des Abteilungsvorstandes in der Partei aktiv. 2002 wurde er Bürgerdeputierter im Ausschuss für Wirtschaft und EU-Förderung der Bezirksverordnetenversammlung in Tempelhof-Schöneberg.
Von 2004 bis Anfang 2008 war er Referent im Bundesministerium für Verkehr, Bau und Stadtentwicklung, zunächst im Referat Grundsatzfragen neue Länder, von Dezember 2004 bis Dezember 2006 im Referat für Wirtschafts- und Förderpolitik für die neuen Länder und schließlich bis Anfang 2008 im Referat „Grundsatzfragen der Wirtschaftspolitik“. Von Januar 2008 bis Dezember 2009 leitete er das Referat Investorenwerbung und Standortentwicklung im Bundesministerium für Verkehr, Bau und Stadtentwicklung. Von Dezember 2009 bis April 2014 war er Referent im Bundesministerium des Innern. Seit Mai 2014 ist er Referent im Bundesministerium für Wirtschaft und Energie.
2006 kandidierte er für die SPD als Direktkandidat für das Abgeordnetenhaus im Wahlkreis Schöneberg-Süd und wurde am 17. September 2006 mit 39,9 Prozent der Stimmen gewählt. Lars Oberg war Mitglied in den Ausschüssen für Wissenschaft und Forschung sowie Bildung, Familie und Jugend des Berliner Abgeordnetenhauses. Seit November 2008 war er Sprecher für Wissenschaft, Hochschule und Forschung seiner Fraktion.
In seiner Funktion als Abgeordneter war er darüber hinaus Mitglied im Kuratorium des Pestalozzi-Fröbel-Hauses und von 2006 bis 2011 Vorsitzender des Kuratoriums der Landeszentrale für politische Bildungsarbeit in Berlin. Seit 2012 war er Mitglied im Beirat der Studienstiftung des Berliner Abgeordnetenhauses.
Bei der Wahl zum Abgeordnetenhaus von Berlin 2011 konnte er erneut im Wahlkreis Tempelhof-Schöneberg 2 mit 36,6 % das Direktmandat gewinnen. 2016 verzichtete er auf eine erneute Kandidatur.